# Championnats d'Europe de ski-alpinisme 2012
Navigation
Édition précédente Édition suivante
Les Championnats d'Europe de ski-alpinisme 2012 (italien : Campionati Europei di Sci alpinismo 2012) se sont tenus à Pelvoux, France, du 4 au 10 février 2012
La compétition est organisée par l'International Ski Mountaineering Federation (ISMF), organisation successeur de l'International Council for Ski Mountaineering Competitions (ISMC).

## Résultats

### Classements par nations et médailles
(tous âge confondu)
| Rang | Pays               | Vertical Race | Vertical Race | Vertical Race     | Vertical Race      | Relais | Relais        | Relais            | Relais             | Par équipe | Par équipe    | Par équipe        | Par équipe         | Individuel | Individuel    | Individuel        | Individuel         | sprint | sprint        | sprint            | sprint             |              |
| Rang | Pays               | points        | Médaille d'or | Médaille d'argent | Médaille de bronze | points | Médaille d'or | Médaille d'argent | Médaille de bronze | points     | Médaille d'or | Médaille d'argent | Médaille de bronze | points     | Médaille d'or | Médaille d'argent | Médaille de bronze | points | Médaille d'or | Médaille d'argent | Médaille de bronze | total points |
| 1    | France             |               | 3             | 3                 |                    |        |               | 3                 |                    |            |               | 1                 |                    |            | 3             | 2                 |                    |        | 4             |                   | 1                  | 2372         |
| 2    | Italie             |               | 1             | 2                 |                    |        | 1             |                   | 3                  |            | 1             |                   |                    |            | 1             | 3                 | 2                  |        |               | 3                 | 1                  | 2299         |
| 3    | Suisse             |               |               | 1                 | 2                  |        | 2             |                   | 1                  |            | 1             |                   | 1                  |            | 2             |                   | 3                  |        | 2             | 3                 | 2                  | 2296         |
| 4    | Espagne            |               | 3             | 1                 | 2                  |        |               | 2                 |                    |            |               | 1                 |                    |            |               | 3                 | 1                  |        |               |                   | 2                  | 2117         |
| 5    | Pologne            |               |               |                   |                    |        |               |                   |                    |            |               |                   |                    |            | 1             |                   |                    |        |               | 1                 | 1                  | 926          |
| 6    | Allemagne          |               | 1             |                   | 1                  |        |               |                   |                    |            |               |                   |                    |            | 1             |                   |                    |        | 2             |                   |                    | 848          |
| 7    | Autriche           |               |               |                   | 1                  |        |               |                   |                    |            |               |                   |                    |            |               |                   |                    |        |               |                   |                    | 790          |
| 8    | Andorre            |               |               |                   |                    |        |               |                   |                    |            |               |                   |                    |            |               |                   |                    |        |               |                   |                    | 770          |
| 9    | République tchèque |               |               | 1                 |                    |        |               |                   |                    |            |               |                   |                    |            |               |                   |                    |        |               |                   |                    | 618          |
| 10   | Norvège            |               |               |                   |                    |        |               |                   |                    |            |               |                   |                    |            |               |                   |                    |        |               |                   |                    | 544          |
| 11   | Bulgarie           |               |               |                   |                    |        |               |                   |                    |            |               |                   |                    |            |               |                   |                    |        |               |                   |                    | 153          |
| 12   | Grèce              |               |               |                   |                    |        |               |                   |                    |            |               |                   |                    |            |               |                   |                    |        |               |                   |                    | 129          |
| 13   | Portugal           |               |               |                   |                    |        |               |                   |                    |            |               |                   |                    |            |               |                   |                    |        |               |                   |                    | 46           |
| 14   | Slovaquie          |               |               |                   |                    |        |               |                   |                    |            |               |                   |                    |            |               |                   |                    |        |               |                   |                    | 38           |
| 15   | Royaume-Uni        |               |               |                   |                    |        |               |                   |                    |            |               |                   |                    |            |               |                   |                    |        |               |                   |                    | 32           |
| 16   | Suède              |               |               |                   |                    |        |               |                   |                    |            |               |                   |                    |            |               |                   |                    |        |               |                   |                    | 29           |

### Vertical race
Évènement couru le 9 février 2012
Liste des 10 meilleurs participants:
| Rang               | Participant         | Temps total |
| ------------------ | ------------------- | ----------- |
| Médaille d'or      | Laëtitia Roux       | 25' 16.9"   |
| Médaille d'argent  | Mireia Miró Varela  | 26' 28.6"   |
| Médaille de bronze | Gemma Arró Ribot    | 27' 54.7"   |
| 4                  | Maude Mathys        | 28' 31.0"   |
| 5                  | Séverine Pont-Combe | 28' 49.9"   |
| 6                  | Gloriana Pellissier | 28' 55.5"   |
| 7                  | Corinne Favre       | 29' 19.1"   |
| 8                  | Michaela Eßl        | 29' 22.8"   |
| 9                  | Veronika Swidrak    | 29' 45.0"   |
| 10                 | Barbara Gruber      | 29' 45.6"   |

| Rang               | Participant           | Temps total |
| ------------------ | --------------------- | ----------- |
| Médaille d'or      | Kílian Jornet Burgada | 38' 44.4"   |
| Médaille d'argent  | Yannick Buffet        | 39' 43.7"   |
| Médaille de bronze | Martin Anthamatten    | 40' 10.7"   |
| 4                  | Manfred Reichegger    | 40' 31.4"   |
| 5                  | Pietro Lanfranchi     | 40' 52.4"   |
| 6                  | William Bon Mardion   | 41' 43.1"   |
| 7                  | Alexander Fasser      | 41' 28.0"   |
| 8                  | Marc Pinsach Rubirola | 41' 34.4""  |
| 9                  | Mathéo Jacquemoud     | 41' 46.6"   |
| 10                 | Marc Solà Pastoret    | 41' 53.5"   |

### Relais
Évènement couru le 10 février 2012
Liste des 10 meilleures équipes de relais:
| Rang               | Équipe                                                | Temps total |
| ------------------ | ----------------------------------------------------- | ----------- |
| Médaille d'or      | Séverine Pont-Combe/Emilie Gex-Fabry/Mireille Richard | 34' 07,3"   |
| Médaille d'argent  | Marta Riba Carlos/Gemma Arró Ribot/Mireia Miró Varela | 34' 18.3"   |
| Médaille de bronze | Gloriana Pellissier/Elena Nicolini/Martina Valmassoi  | 34' 33.7"   |
| 4                  | Corinne Favre/Émilie Favre/Laëtitia Roux              | 35' 49.2"   |
| 5                  | Michaela Eßl/Ina Forchthammer/Veronika Swidrak        | 35' 56.0"   |
| 6                  | Anna Figura/Anna Tybor/Julia Wajda                    | 38' 05.5"   |

| Rang               | Équipe                                                                                 | Temps total   |
| ------------------ | -------------------------------------------------------------------------------------- | ------------- |
| Médaille d'or      | Martin Anthamatten/Marcel Theux/Yannick Ecoeur/Alan Tissières                          | 00h 34' 42.5" |
| Médaille d'argent  | Alexis Sévennec-Verdier/Valentin Favre/Yannick Buffet/William Bon Mardion              | 00h 35' 08.1" |
| Médaille de bronze | Matteo Eydallin/Damiano Lenzi/Manfred Reichegger/Robert Antonioli                      | 00h 36' 11.3" |
| 4                  | Marc Pinsach Rubirola/Marc Solà Pastoret/Miguel Caballero Ortega/Kílian Jornet Burgada | 00h 36' 52.8" |
| 5                  | Josef Rottmoser/Philipp Reiter/Anton Palzer/Alexander Schuster                         | 00h 38' 33.0" |
| 6                  | Ola Berger/Ola Herje Hovdenak/Ove-Erik Tronvoll/Olav Tronvoll                          | 00h 39' 14.7" |
| 7                  | Martin Weißkopf/Martin Islitzer/Markus Stock/Alexander Fasser                          | 00h 40' 49.0" |
| 8                  | Xavier Comas Guixé/Guilad Dodo Perez/Ludovic Albós Cavaliere/Joan Albós Cavaliere      | 00h 42' 41.4" |
| 9                  | Gonçalo Silva/Henrique Claro/José Ferreira/Nuno Caetano                                | 01h 06' 53.5" |

### Par équipes
Évènement couru le 5 février 2012
Liste des 10 meilleures équipes:
| Rang               | Équipe                                 | Temps total |
| ------------------ | -------------------------------------- | ----------- |
| Médaille d'or      | Séverine Pont-Combe/Marie Troillet     | 02h 05' 41" |
| Médaille d'argent  | Gemma Arró Ribot/Mireia Miró Varela    | 02h 09' 05" |
| Médaille de bronze | Emilie Gex-Fabry/Maude Mathys          | 02h 11' 08" |
| 4                  | Martina Valmassoi/Corinne Clos         | 02h 18' 27" |
| 5                  | Anna Figura/Klaudia Tasz               | 02h 19' 03" |
| 6                  | Marta Riba Carlos/Maria Fargues Gimeno | 02h 29' 48" |

| Rang               | Équipe                                          | Temps total   |
| ------------------ | ----------------------------------------------- | ------------- |
| Médaille d'or      | Manfred Reichegger/Lorenzo Holzknecht           | 01h 51' 39"   |
| Médaille d'argent  | Yannick Buffet/Mathéo Jacquemoud                | 01h 55' 08"   |
| Médaille de bronze | Martin Anthamatten/Yannick Ecoeur               | 01h 56' 14"   |
| 4                  | Damiano Lenzi/Michele Boscacci                  | 02h 00' 20"   |
| 5                  | Kílian Jornet Burgada/Marc Pinsach Rubirola     | 02h 01' 01"   |
| 6                  | Denis Trento/Matteo Eydallin                    | 02h 04' 02"*) |
| 7                  | Joan Albós Cavaliere/Ludovic Albós Cavaliere    | 02h 12' 03"   |
| 8                  | Marc Solá Pastoret/Miguel Caballero Ortega      | 02h 12' 32"*) |
| 9                  | Pierre-François Gachet/Sébastien Vernaz Piémont | 02h 13' 11"   |
| 10                 | Ferran Vila Bonell/Guilad Dodo Perez            | 02h 17' 57"   |

*) 4 minutes de pénalité incluses

### Single race
Évènement couru le 8 février 2012
Liste des 10 meilleurs participants:
| Rang               | Participante        | Temps total |
| ------------------ | ------------------- | ----------- |
| Médaille d'or      | Laëtitia Roux       | 01h 19' 14" |
| Médaille d'argent  | Mireia Miró Varela  | 01h 22' 24" |
| Médaille de bronze | Séverine Pont-Combe | 01h 27' 05" |
| 4                  | Marie Troillet      | 01h 49' 48" |
| 5                  | Emilie Gex-Fabry    | 01h 31' 27" |
| 6                  | Michaela Eßl        | 01h 31' 47" |
| 7                  | Veronika Swidrak    | 01h 31' 48" |
| 8                  | Barbara Gruber      | 01h 32' 44" |
| 9                  | Anna Figura         | 01h 34' 38" |
| 10                 | Elisa Compagnoni    | 01h 36' 04" |

| Rang               | Participant             | Temps total |
| ------------------ | ----------------------- | ----------- |
| Médaille d'or      | William Bon Mardion     | 01h 08' 00" |
| Médaille d'argent  | Kílian Jornet Burgada   | 01h 08' 39" |
| Médaille de bronze | Martin Anthamatten      | 01h 08' 45" |
| 4                  | Manfred Reichegger      | 01h 09' 23" |
| 5                  | Alexis Sévennec-Verdier | 01h 09' 42" |
| 6                  | Matteo Eydallin         | 01h 09' 50" |
| 7                  | Robert Antonioli        | 01h 09' 50" |
| 8                  | Mathéo Jacquemoud       | 01h 09' 57" |
| 9                  | Yannick Ecoeur          | 01h 10' 49" |
| 10                 | Lorenzo Holzknecht      | 01h 11' 37" |

### Sprint
Évènement couru le 6 février 2012
Liste des 10 meilleurs participants:
| ranking            | participant          | qualification | ½ final   | Final     |
| ------------------ | -------------------- | ------------- | --------- | --------- |
| Médaille d'or      | Mireille Richard     | 03' 05.7"     | 03' 01.8" | 03' 57.4" |
| Médaille d'argent  | Séverine Pont-Combe  | 03' 23.1"     | 03' 03.5" | 02' 59.3" |
| Médaille de bronze | Anna Figura          | 03' 14.8"     | 03' 05.4" | 03' 05.0" |
| 4                  | Michaela Eßl         | 03' 20.4"     | 03' 16.3" | 03' 09.0" |
| 5                  | Veronika Swidrak     | 03' 13.0"     | 03' 14.1" | 03' 17.8" |
| 6                  | Elena Nicolini       | 03' 07.2"     | 03' 19.6" | 03' 41.2" |
| 7                  | Émilie Favre         | 03' 08.4"     | 03' 18.7" |           |
| 8                  | Marion Maneglia      | 03' 23.5"     | 03' 23.7" |           |
| 9                  | Naila Jornet Burgada | 03' 26.7"     | 03' 25.5" |           |
| 10                 | Martina Valmassoi    | 03' 21.5"     | 03' 25.6" |           |

| ranking            | participant         | qualification | ¼ final   | ½ final   | Final     |
| ------------------ | ------------------- | ------------- | --------- | --------- | --------- |
| Médaille d'or      | Josef Rottmoser     | 02' 56.7"     | 03' 00.8" | 02' 48.0" | 02' 41.1" |
| Médaille d'argent  | Robert Antonioli    | 03' 03.3"     | 02' 54.1" | 02' 52.2" | 02' 48.8" |
| Médaille de bronze | Marcel Marti        | 02' 58.9"     | 03' 10.1" | 02' 53.6" | 02' 51.9" |
| 4                  | Yannick Ecoeur      | 03' 02.5"     | 03' 07.5" | 02' 51.1" | 02' 52.9" |
| 5                  | Marcel Theux        | 02' 55.8"     | 03' 04.2" | 02' 52.7" | 02' 54.3" |
| 6                  | Andreas Steindl     | 02' 50.3"     | 02' 57.5" | 02' 53.3" | 03' 13.2" |
| 7                  | William Bon Mardion | 02' 59.7"     | 02' 58.9" | 02' 55.3" |           |
| 8                  | Cyrille Gardet      | 03' 02.7"     | 03' 08.4" | 03' 03.3" |           |
| 9                  | Valentin Favre      | 03' 16.3"     | 03' 08.5" | 03' 03.6" |           |
| 10                 | Alan Tissières      | 03' 09.8"     | 03' 06.3" | 03' 07.3" |           |

### Combiné
Classement combiné suivant les résultats des courses individuelles, par équipes et en Vertical Race.
Liste des 10 meilleurs participants:
| Rang               | Participante        |
| ------------------ | ------------------- |
| Médaille d'or      | Séverine Pont-Combe |
| Médaille d'argent  | Mireia Miró Varela  |
| Médaille de bronze | Laëtitia Roux       |
| 4                  | Anna Figura         |
| 5                  | Gemma Arró Ribot    |
| 6                  | Emilie Gex-Fabry    |
| 7                  | Michaela Eßl        |
| 8                  | Marie Troillet      |
| 9                  | Veronika Swidrak    |
| 10                 | Mireille Richard    |

| Rang               | Participant           |
| ------------------ | --------------------- |
| Médaille d'or      | Kílian Jornet Burgada |
| Médaille d'argent  | Martin Anthamatten    |
| Médaille de bronze | Manfred Reichegger    |
| 4                  | Yannick Ecoeur        |
| 5                  | William Bon Mardion   |
| 6                  | Mathéo Jacquemoud     |
| 7                  | Yannick Buffet        |
| 8                  | Robert Antonioli      |
| 9                  | Josef Rottmoser       |
| 10                 | Marc Pinsach Rubirola |